# Jüdische Gemeinde Loštice

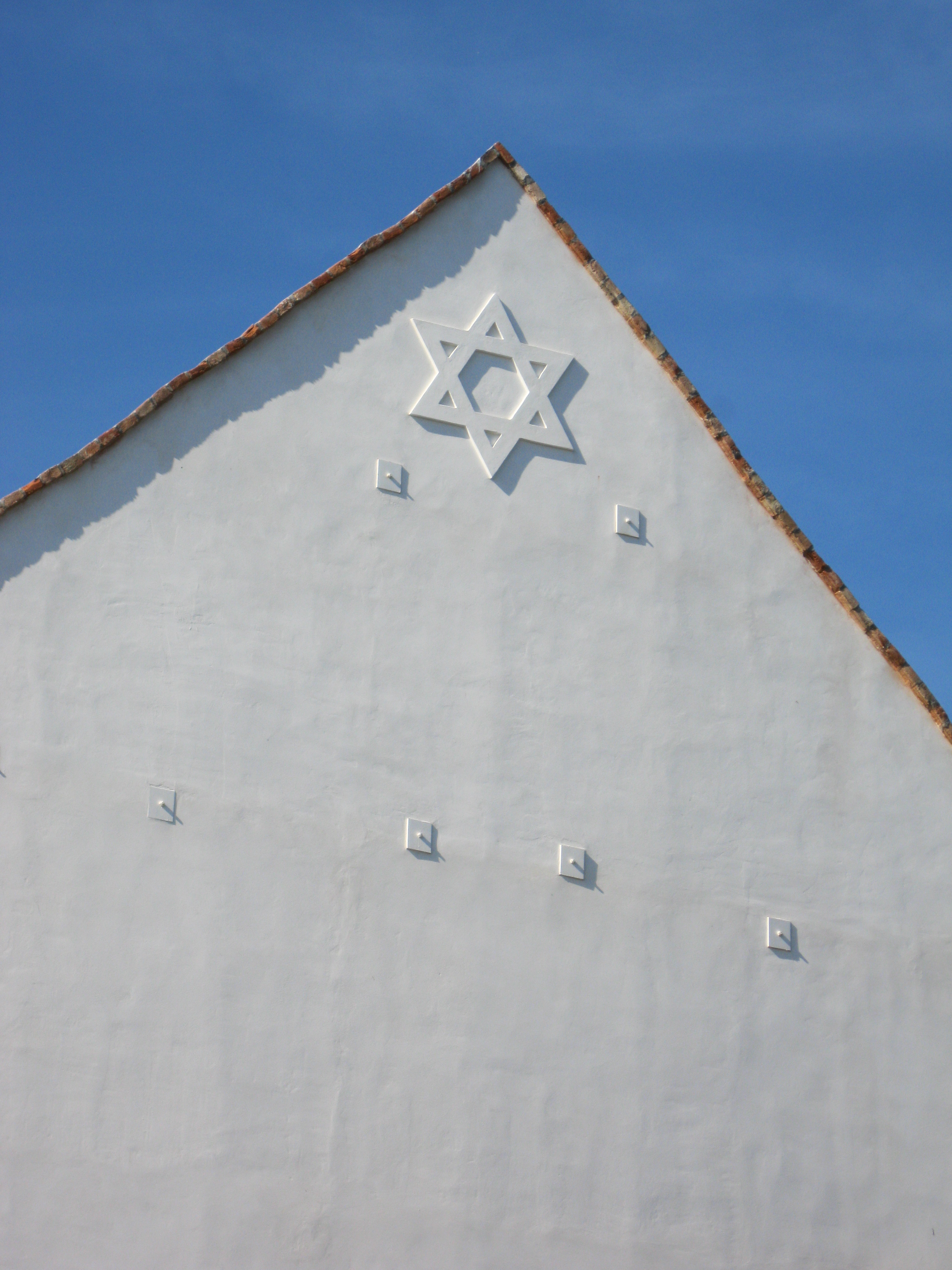
Die Stirnwand der Synagoge in Loštice

Die Jüdische Gemeinde  in der mährischen Ortschaft Loštice in Tschechien bestand seit Mitte des 16. Jahrhunderts bis zum Zweiten Weltkrieg.

## Geschichte
Die ersten jüdischen Bewohner in Loštice sind 1544 belegt; gegen Ende des 16. Jahrhunderts wird in der Gemeinde über eine Synagoge aus Holz und einen jüdischen Friedhof berichtet, aus dem Jahr 1581 ist ein Vorstand der jüdischen Gemeinde sowie ein rituelles Bad erwähnt. Mitte des 17. Jahrhunderts nahm die Gemeinde jüdische Flüchtlinge aus der Ukraine sowie Familien auf, die aus Niederösterreich ausgewiesen wurden. Nachdem die jüdische Gemeinde 1848 auf 483 Personen anwuchs (17 Prozent der Einwohner), sank die Anzahl ihrer Mitglieder danach kontinuierlich ab. Zu den bekannten Mitgliedern der Gemeinde zählt die Schriftstellerin Fanny Neuda (1819–1894).
Ein jüdisches Viertel als eine eigenständige Verwaltungseinheit gab es in Loštice nordöstlich des Hauptplatzes ab 1581, 1677 bereits mit 26 Häusern. Am 5. und 6. Juni 1727 wurden die jüdischen Bewohner in ein neues Ghetto umgesiedelt, westlich des Zentrums. Nach 1790 wurde einige Häuser und auch die neu erbaute Synagoge (ebenfalls aus Holz)  durch einen Großbrand zerstört, danach baute man 1805 eine neue Synagoge aus Stein. Nach einem weiteren Großbrand 1928 wurden die niedergebrannten Häuser modernisiert. Eine selbständige Verwaltungsgemeinde gab es später noch zwischen 1850 und 1919.
Am 22. Juni 1942 wurden die noch in Loštice lebenden 59 Juden zuerst nach Olmütz gebracht,  vier Tage später mit dem Transport AAf  ins KZ Theresienstadt und von dort in andere Vernichtungslager deportiert, wo die meisten ermordet wurden. Der letzte Rabbiner der Gemeinde war Berthold Oppenheim, der 1918 den scheidenden Rabbiner Izrael Günzig ablöste; Oppenheim blieb Rabbiner bis 1939, er wurde 1942 im Vernichtungslager Treblinka ermordet.

### Bevölkerungsentwicklung
Nachdem die ersten jüdischen Siedler 1544 erwähnt wurden, erreichte die jüdische Gemeinde 1848 ihre Höchstzahl und nahm dann ab, bis sie zu Beginn des Zweiten Weltkriegs ausgelöscht wurde. Die Bevölkerungszahlen der Jüdischen Gemeinde in Loštice entwickelten sich wie folgt:
| 1583      |                  | 6 Familien                   |
| 1677      |                  | 16 Familien                  |
| ca. 1680  |                  | 17 Familien                  |
| 1727      | 328 Personen     | in 80 Familien               |
| 1800/1820 | 350 Personen     | in 70 Familien               |
| 1848      | 483 Personen     | ca. 17 Prozent der Einwohner |
| 1869      | 284 Personen     |                              |
| 1880      | 280 Personen     | ca. 10 Prozent der Einwohner |
| ca. 1900  | ca. 115 Personen | ca. 4 Prozent der Einwohner  |
| 1910      | 55 Personen      |                              |
| 1921      | 75 Personen      |                              |
| 1930      | ca. 55 Personen  |                              |
| 1938      | 6 Familien       |                              |
| 1943      | keine            |                              |